# Голосіївська (станція метро)
50°23′51″ пн. ш. 30°30′30″ сх. д. / 50.39750° пн. ш. 30.50833° сх. д.
«Голосі́ївська» — 48-ма станція Київського метрополітену, розташована на Оболонсько-Теремківській лінії між станціями «Деміївська» та «Васильківська». Відкрита 15 грудня 2010 року. Назва — від історичної місцевості Голосіїв. На станції заставлено тактильне покриття.
Станція розташована в Голосіївському районі міста Києва біля однойменної площі.
З 13 грудня 2023 по 12 вересня 2024 року у зв'язку з пошкодженням обробки та протіканням тунелю на перегоні «Либідська» — «Деміївська» станція приймала поїзди, що курсували в режимі човникового руху за маршрутом «Деміївська» — «Теремки». На час ремонту сполучення з основною частиною лінії було перервано.

## Конструкція
Конструкція станції — колонна трипрогінна мілкого закладення з острівною посадочною платформою.
Колійний розвиток: станція без колійного розвитку.
Особливість станції в тому, що через рельєф та несприятливі геологічні умови, вона трохи нижче звичайного. Щоб візуально підвищити перон, над кожною з його круглих колон вмонтовані спеціальні світильники. Зал станції сполучений сходами з підземним вестибюлем, який виходить в підземний перехід на Голосіївську площу, вулиці Васильківську та Голосіївську, Голосіївський проспект. Станція також обладнана двома ліфтами для осіб з обмеженими фізичними можливостями. У східному торці платформи влаштований протипожежний службовий вихід на поверхню. Наземні вестибюлі відсутні.

## Пасажиропотік
| Рік                           | 2009 | 2011 | 2012 | 2013 | 2014 | 2015 | 2016 | 2017 | 2018 |
| ----------------------------- | ---- | ---- | ---- | ---- | ---- | ---- | ---- | ---- | ---- |
| Пасажиропотік, тис. осіб/добу | —    | 16,8 | 15,6 | 15,7 | 14,9 | 14,6 | 14,5 | 15,0 | 14,6 |

## Галерея

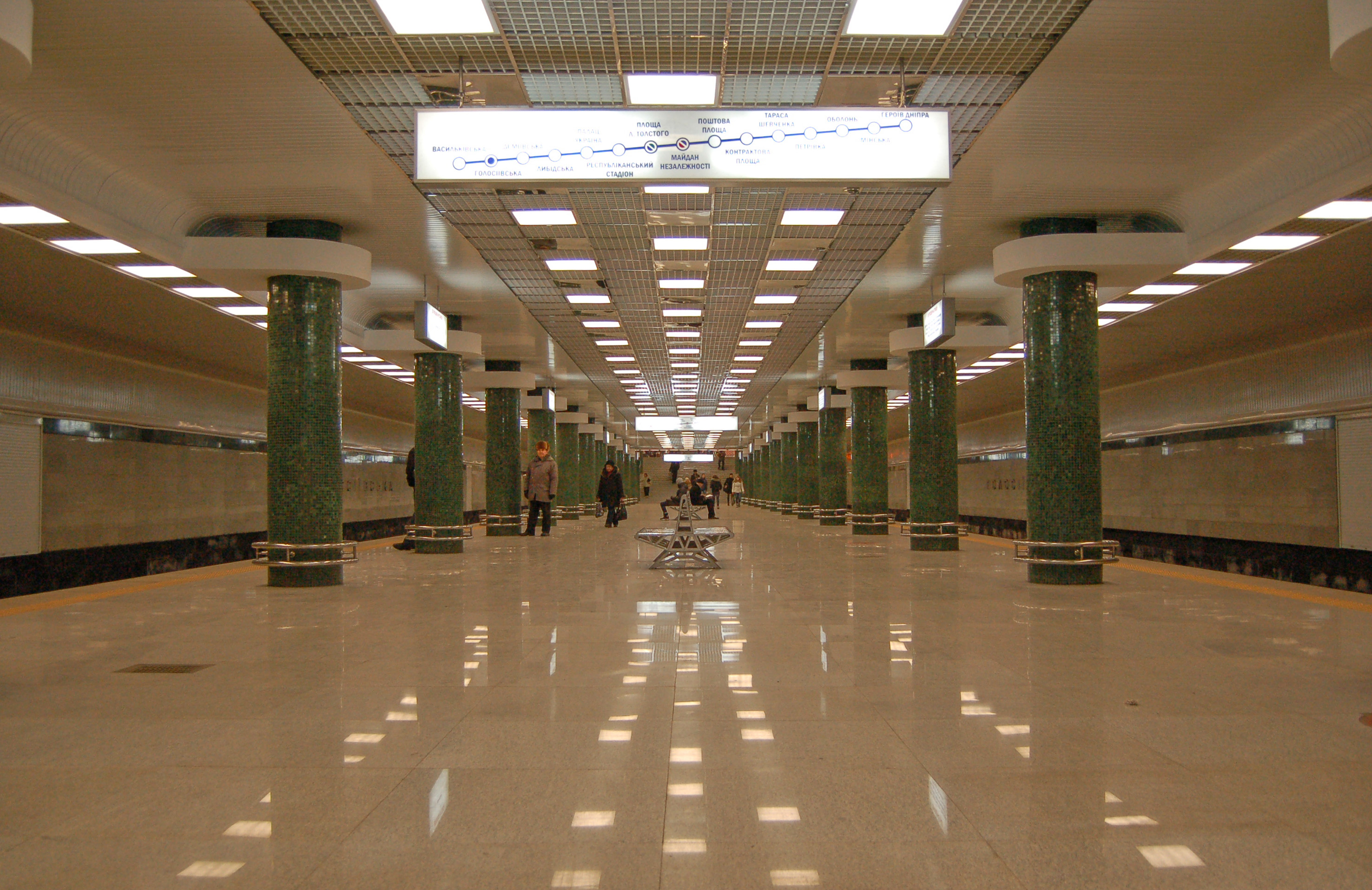
Центральний зал, вигляд в бік працюючого виходу
Центральний зал
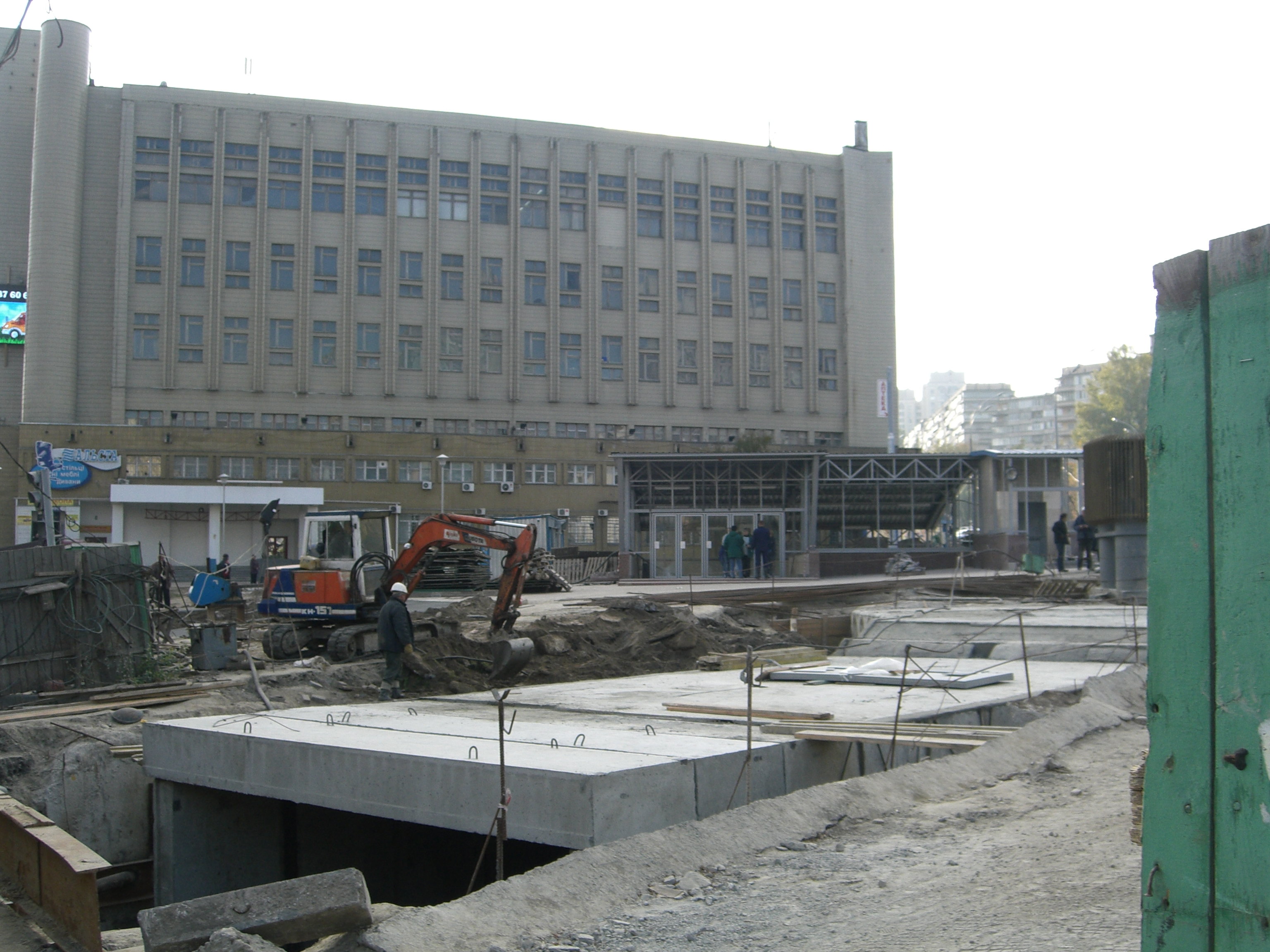
Спорудження підземного переходу до станції, жовтень 2010
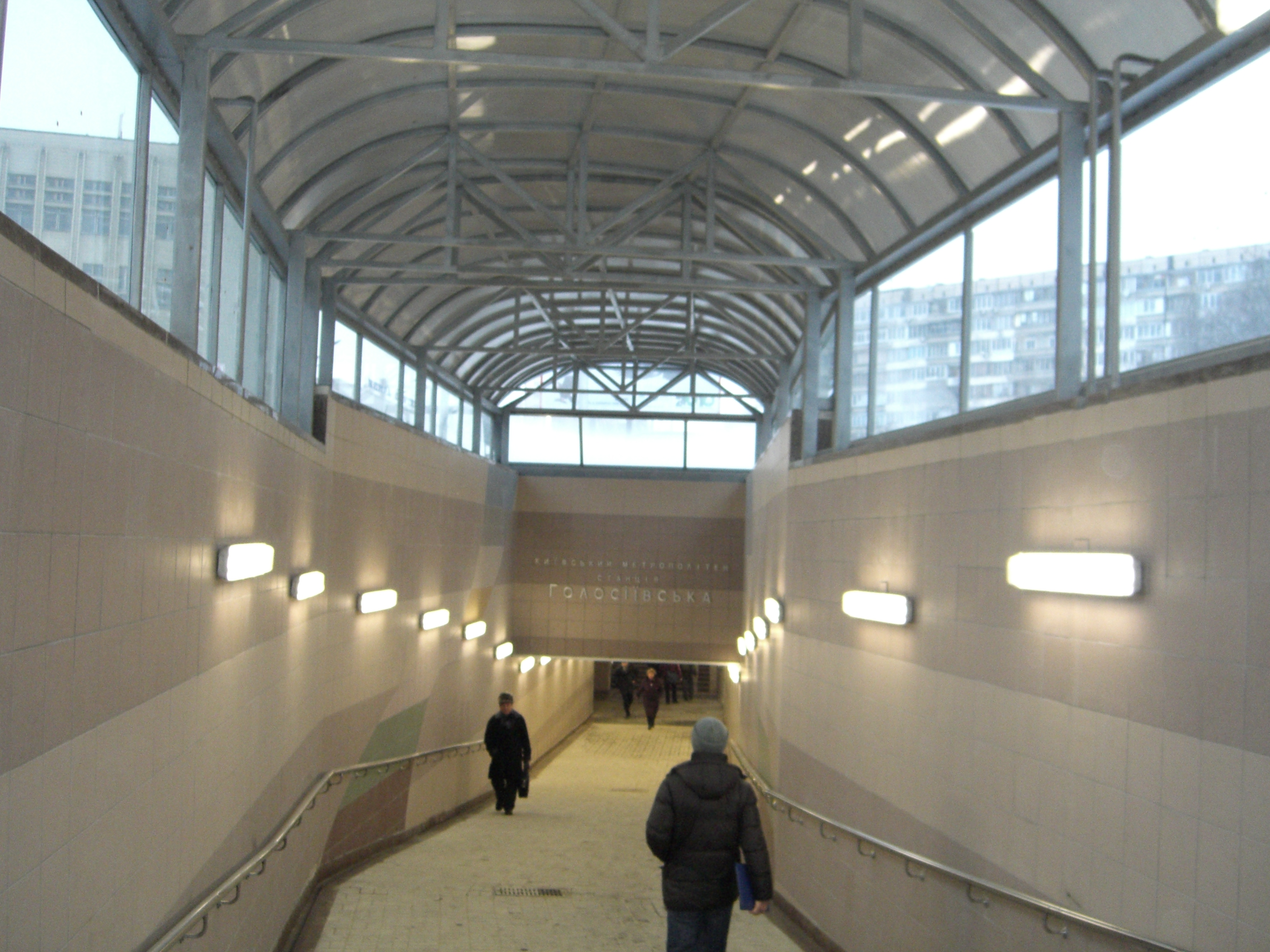
Один з додаткових виходів зі станції
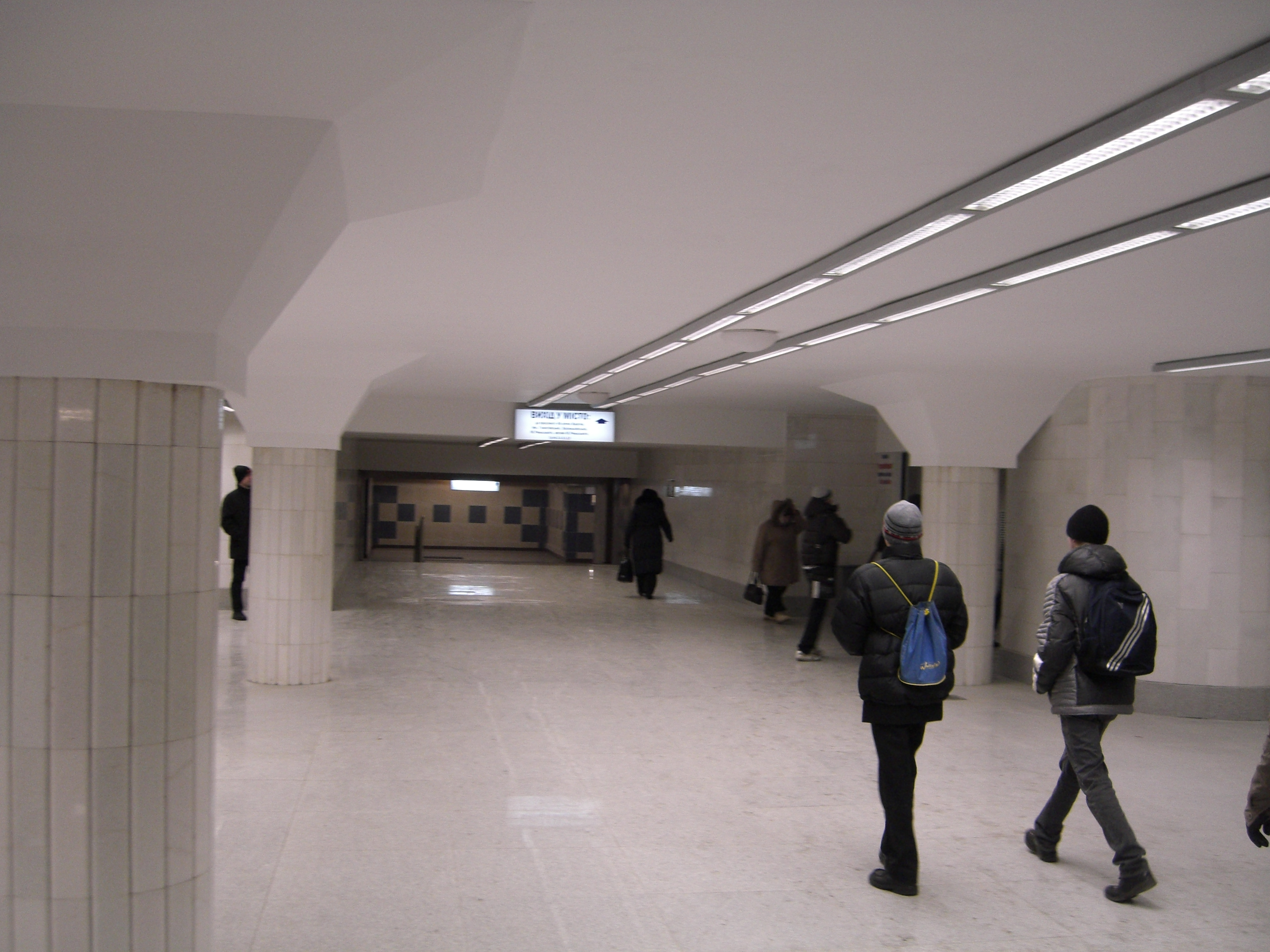
Підземний перехід
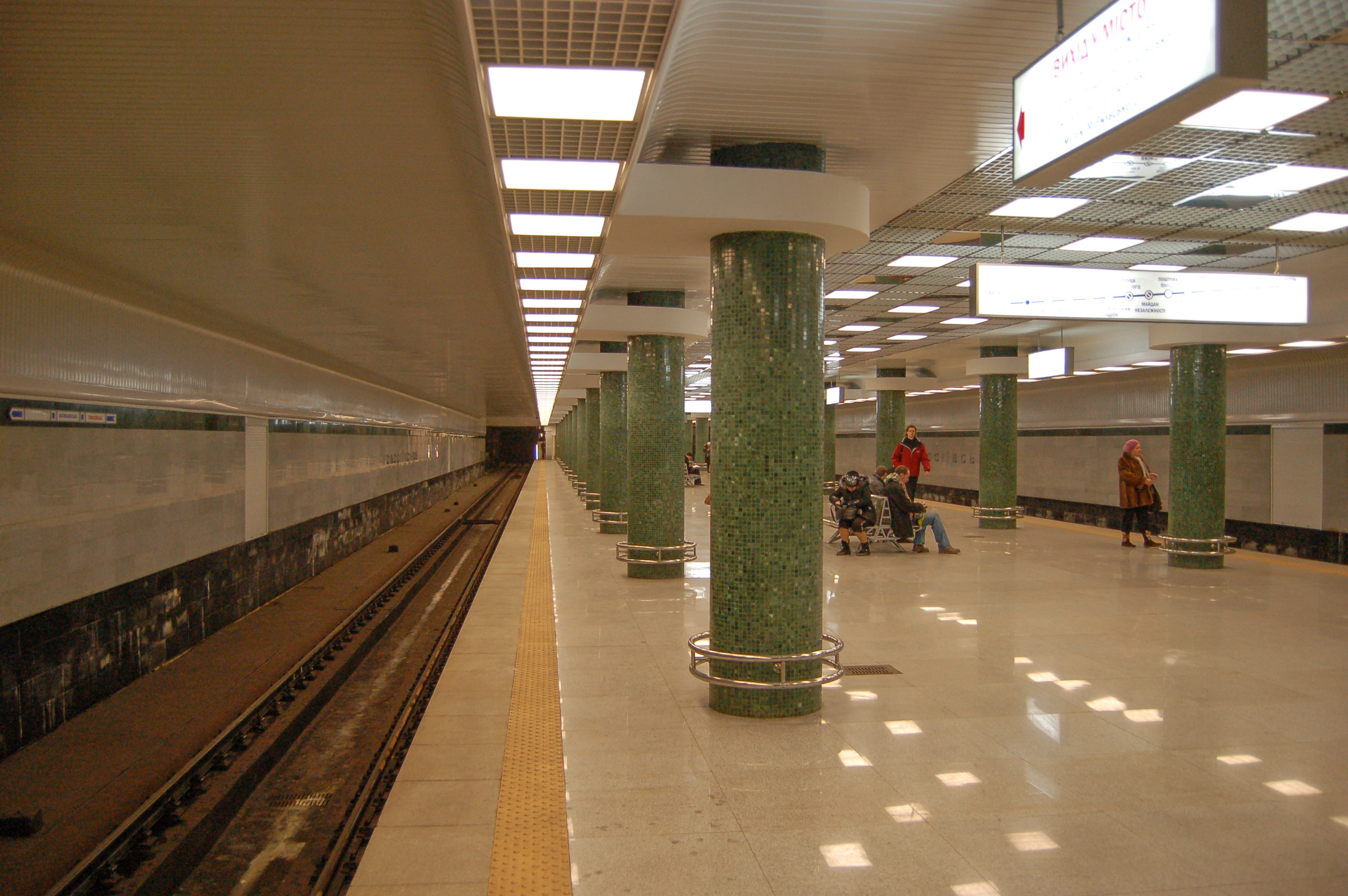
Посадкова платформа
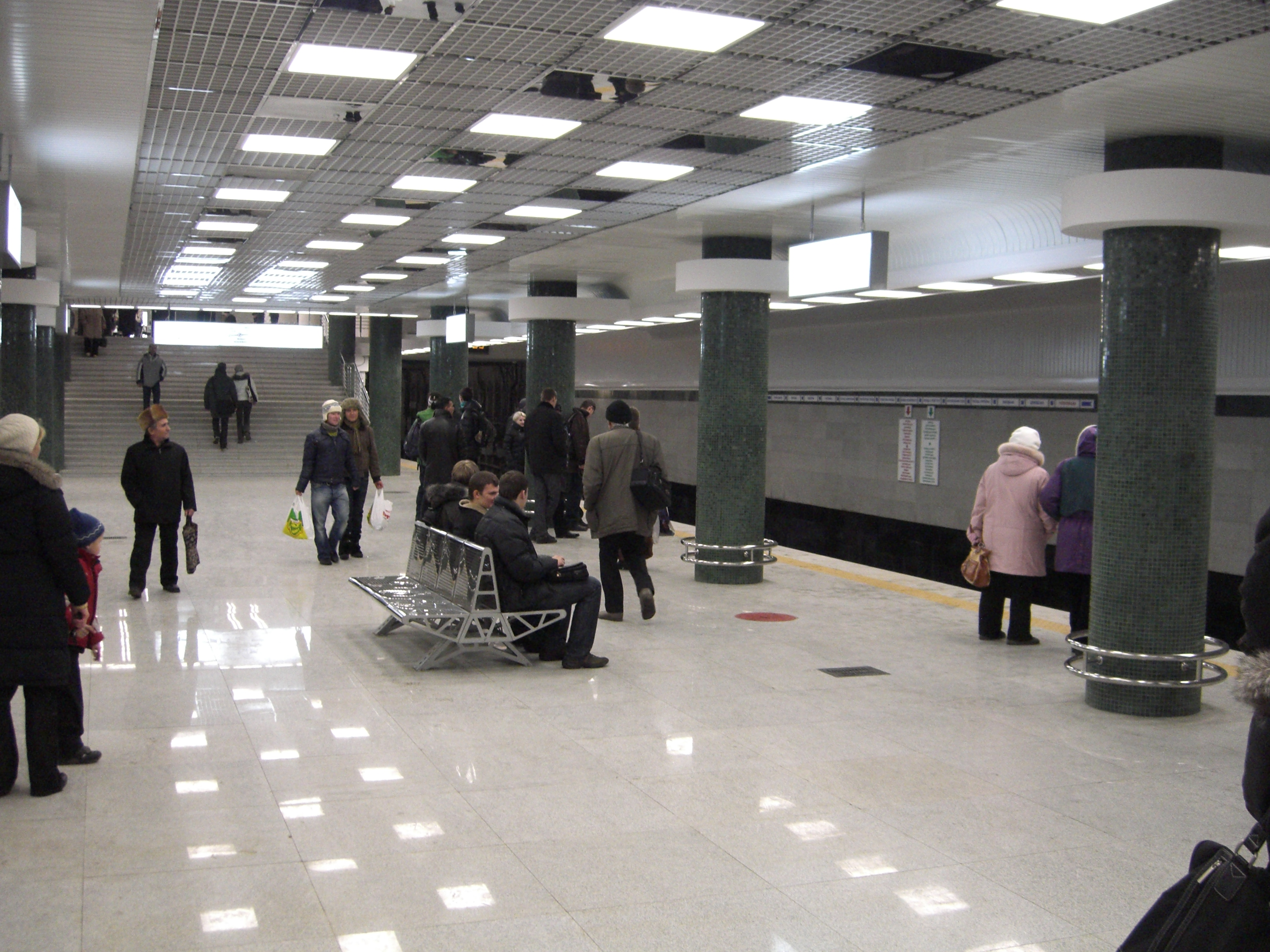
Центральний зал
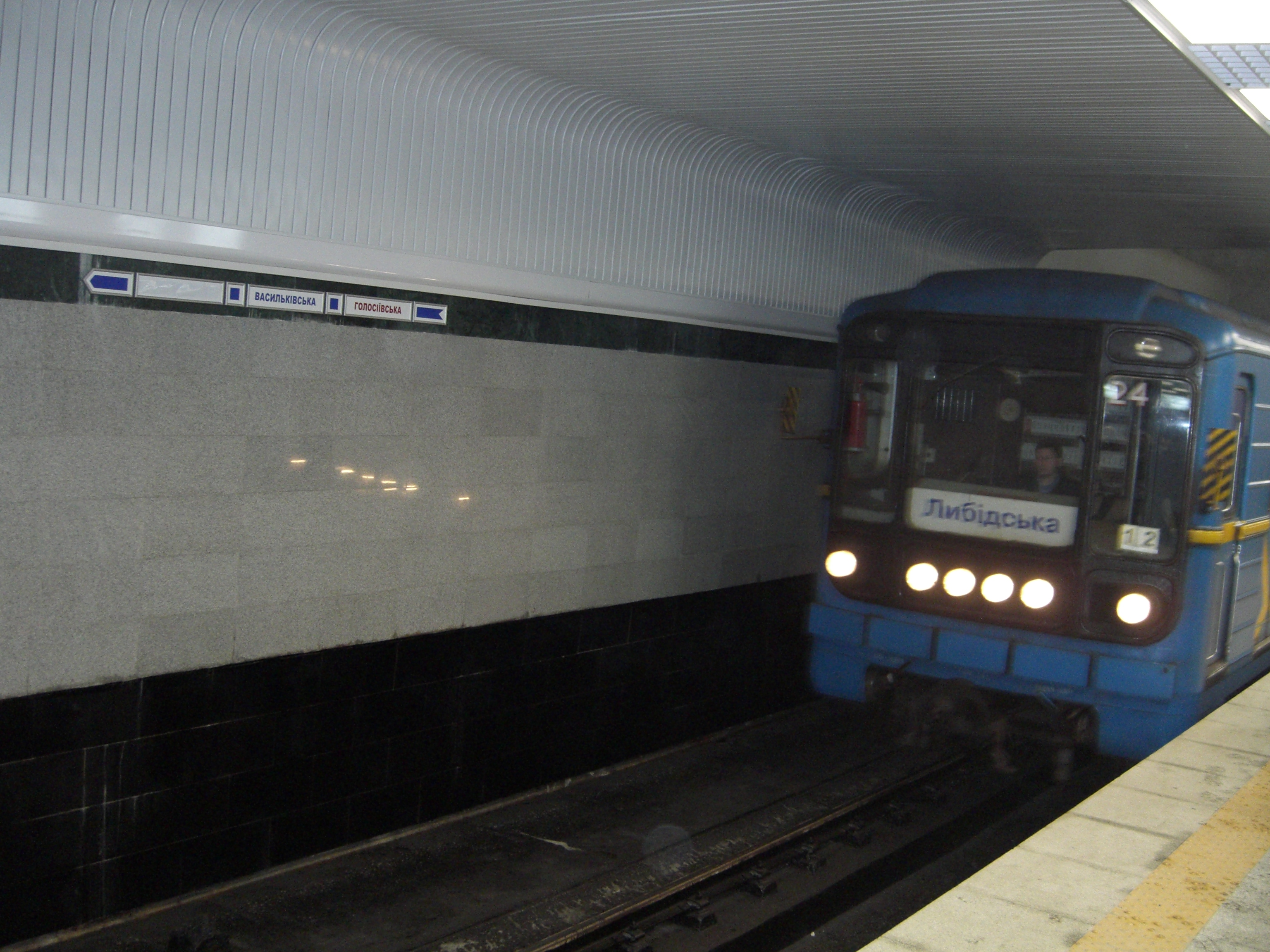
Прибуття потяга
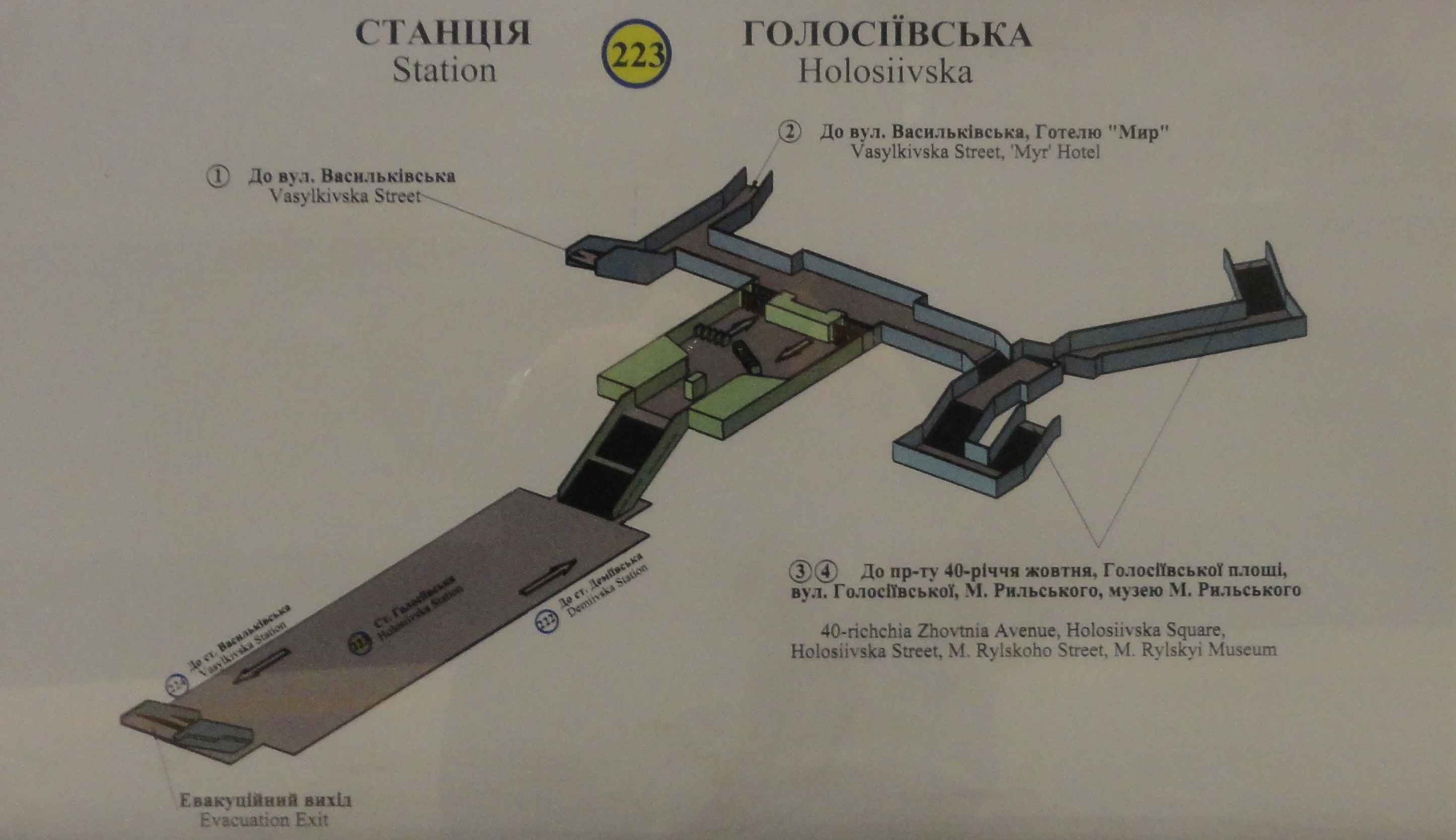
Схема станції
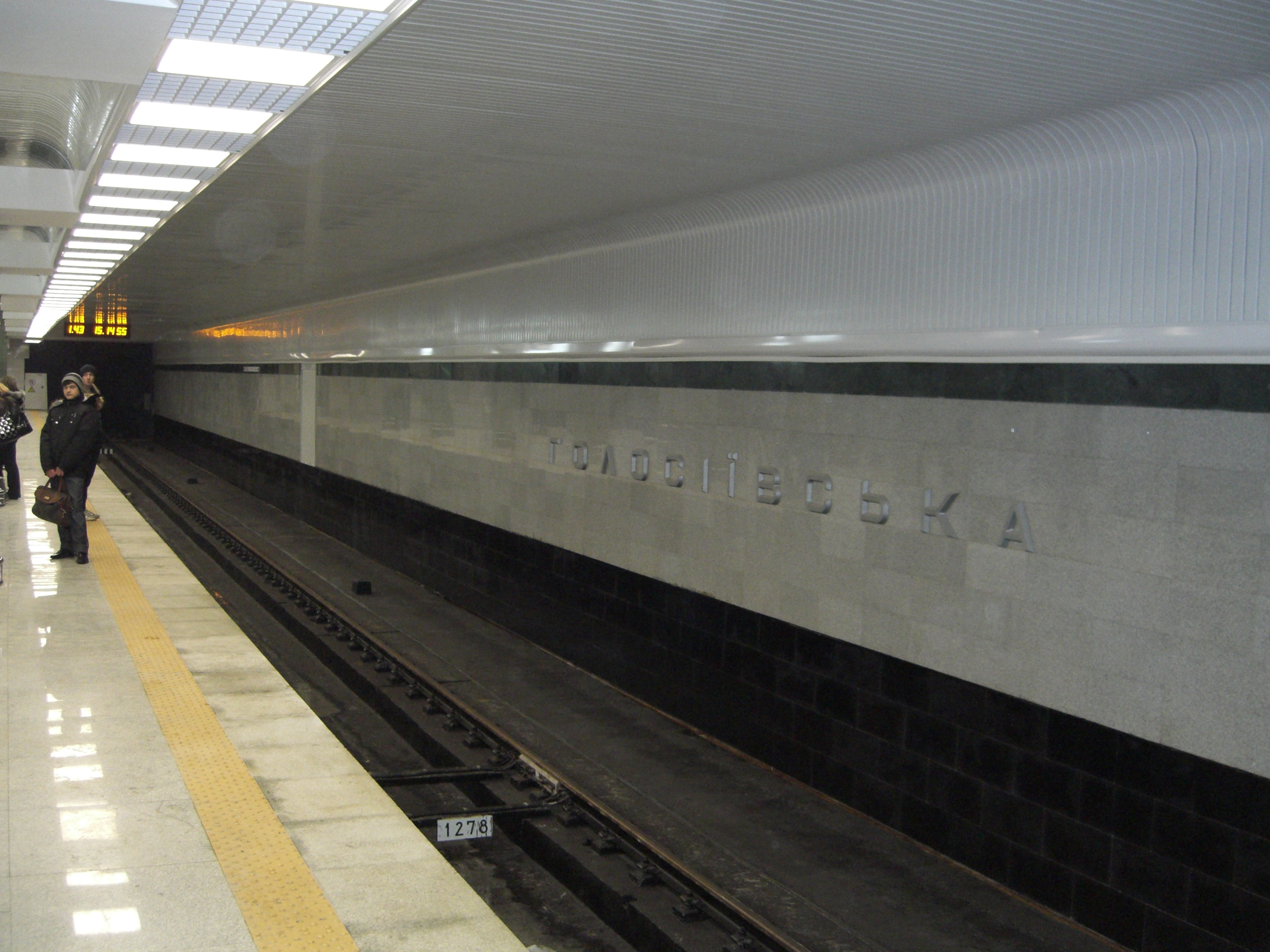
Колійна стіна
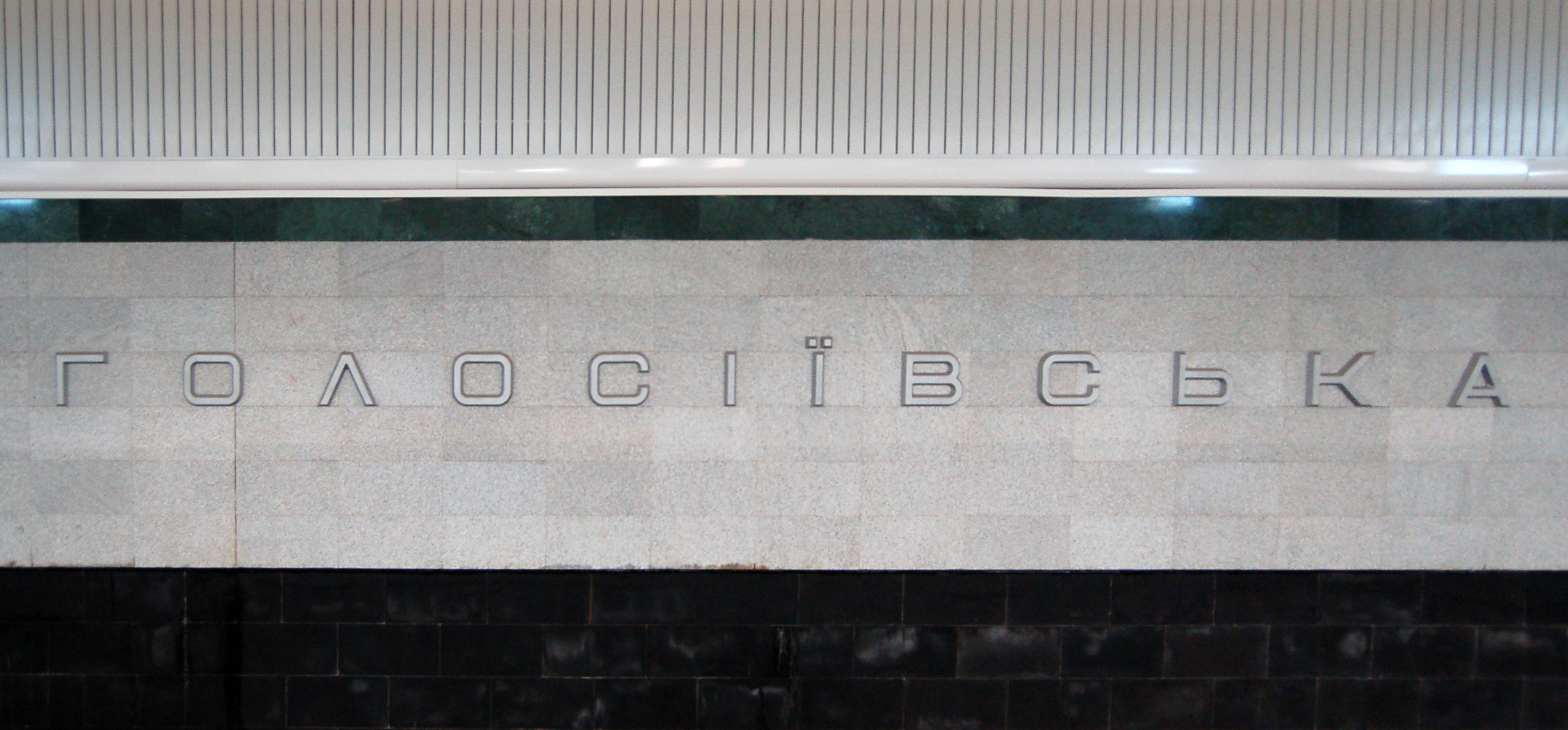
Назва станції на колійній стіні
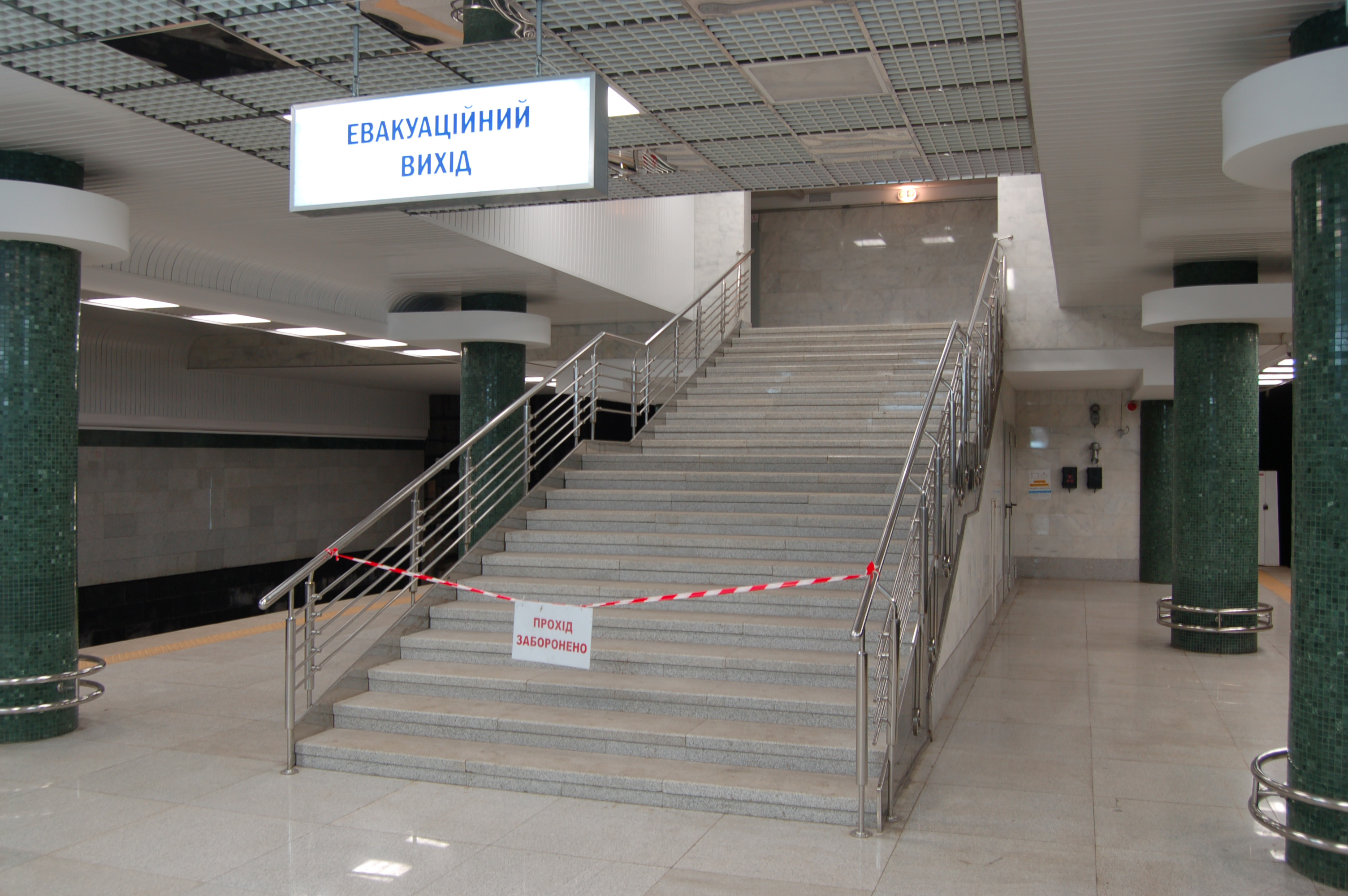
Евакуаційний вихід